# Kanton Lapalisse
Lapalisse is een kanton van het Franse departement Allier. Het kanton maakt deel uit van het arrondissement Vichy.

## Gemeenten
Het kanton Lapalisse omvatte tot 2014 de volgende 15 gemeenten:
- Andelaroche
- Arfeuilles
- Barrais-Bussolles
- Billezois
- Le Breuil
- Châtelus
- Droiturier
- Isserpent
- Lapalisse (hoofdplaats)
- Périgny
- Saint-Christophe
- Saint-Étienne-de-Vicq
- Saint-Pierre-Laval
- Saint-Prix
- Servilly

Door de herindeling van de kantons bij decreet van 27 februari 2014, met uitwerking op 22 maart 2015 werd het kanton uitgebreid met volgende 16 gemeenten uit de opgeheven kantons Le Mayet-de-Montagne (11) en Cusset-Sud (5):
- Arronnes
- Busset
- La Chabanne
- La Chapelle
- Châtel-Montagne
- Ferrières-sur-Sichon
- La Guillermie
- Laprugne
- Lavoine
- Mariol
- Le Mayet-de-Montagne
- Molles
- Nizerolles
- Saint-Clément
- Saint-Nicolas-des-Biefs
- Le Vernet